# María de Buenos Aires
María de Buenos Aires ist eine Oper in 16 Bildern des Komponisten Astor Piazzolla und des Librettisten Horacio Ferrer. Piazzolla selbst bezeichnete dieses Werk als „Tango Operita“. Seine konzertante Uraufführung erlebte dieses Theaterstück am 8. Mai 1968 in Buenos Aires mit Amelita Baltar (María) und Horacio Ferrer (Duende).

## Handlung

### Erster Teil
Es ist Nacht in Buenos Aires. Der Geist beschwört durch einen Riss im Asphalt der Straße die vergessene Stimme Marías herbei. Maria erhört die Beschwörung des Geistes und erscheint als Mensch durch ihre Stimme. Sie singt ein wortloses Thema des Tango, der ihre Sprache ist.
Der Geist beginnt, begleitet von der Stimme eines Payador und den Stimmen der Männer, die aus dem Mysterium zurückgekehrt sind, Marías Geschichte zu erzählen, die von Anfang an unter einem Unglücksstern stand. Sie kam aus der Vorstadt; zwei weinende Engel trugen sie und ritzten mit braunen Kugeln ihren Namen an die letzte Mauer: María. Sie wuchs in sieben Tagen heran, rastlos, Göttin und Taugenichts zugleich. Die Erzählung schließt mit den Worten: „Traurige María von Buenos Aires...Vergessen bist du unter allen Frauen.“
María stellt sich vor: „Ich bin María... María Tango, María der Vorstadt, María Nacht, María fatale Leidenschaft, María der Liebe zu Buenos Aires bin ich!“
Ein träumender Bonaerenser Gorrión schildert Marías Herkunft und ihr tristes Leben in der Vorstadt. Er ist der erste, der María liebt, und prophezeit, dass sie fortgehen wird. Sie weist ihn fast gleichgültig zurück: „Träumender Buonaerenser Gorrión, niemals wirst du mich erreichen...Ich bin die Rose eines Ich Liebe Dich Nicht, niemals mehr wirst du mich erreichen.“ Der Gorrión ist sich sicher, dass sie unter allen Stimmen die seine immer heraushören wird.
Nach der Weissagung des Gorrión geht María tatsächlich fort und verlässt ihre bisherige Umgebung. Ziellos und schweigsam geht sie durch die Stadt. María gibt ihr sinnloses Leben inmitten von Lust und Leere zu und ahnt ihren nahen Tod voraus.
Der Geist richtet eine Anklage an das Bandoneón, María beschuldigt, verdorben und verletzt zu haben. Er spaltet wütend das Bandoneón in zwei Teile.
In der Zwischenzeit ist María in die Unterwelt der Stadt hinabgestiegen. Die Alten Diebe und Alten Hurenmütter haben sie nach der Ankündigung ihres Anführers schon erwartet und feiern zu diesem Anlass eine groteske Messe „sehr in Moll“, bei dem Unglück und Wein für sie bereitgestellt sind. María kommt in die Dunkelheit zu den Dieben. Ihr Körper wird vom Anführer der Diebe zum Tode verurteilt, aber ihr Schatten soll weiterhin auf der Erde wandeln, wo die Sonne ihn verletzen wird, ohne Gottes Unterstützung. María singt leise und klagend ihr Thema wie zu Anfang, während sich an ihr der Übergang in ihre „eigene Hölle“ vollzieht. Die alten Hurenmütter stellen schließlich fest, dass ihr Herz tot ist.

### Zweiter Teil
Der Geist schildert den ersten Tod und das skurrile Begräbnis von María. Auf ihren Leichenwagen legen die Mädchen aus der Webefabrik eine Malve aus Polyamid und eine Orchidee von Perkal, und von zwei Bettlern wird sie im Kaffeesatz eines Espresso begraben. María weint zum ersten Mal.
Nachdem ihr Körper begraben ist, streift der Schatten Marías getreu der Voraussage des Alten Anführers der Diebe verloren durch Buenos Aires, ohne eine Erinnerung daran, wem er einst gehörte.
Der erinnerungslose Schatten schreibt im „April meiner totalen Tristesse“ an die Bäume und Kamine, die ihn vor der Sonne beschützen. Er bittet darum, das Andenken an ihn nicht aufzugeben. In einem kurzen Moment flüchtiger Erinnerung unterschreibt er mit „Der Schatten Marías“.
Marías Schatten gelangt in einen Kreis abstruser Psychoanalytiker, die seine Erinnerung wiederauffrischen wollen. Unter der Anleitung des ersten Psychoanalytikers wird mit vier Fragen nach seiner Mutter, seinem Vater, seinem ersten Kuss und seinem Herz versucht, sein Gedächtnis wiederzubeleben. Aus den verworrenen Erinnerungsfetzen, die der Schatten von sich gibt, können sie sich jedoch kein rechtes Bild zusammenreimen. María erinnert sich nur noch an ein Mysterium: „Aus dem endlosen Grau des Vorgestern erinnere ich mich nicht an mehr als an jenes grausame Mysterium, das zu mir schrie: Komm ans Licht! – und als ich ins Leben trat, lachte es... und endlich, als es mich so sah, so endgültig und so Ich, schrie es, sich selbst beißend, fürchterlich: Stirb...!“
Derweilen sitzt der Geist betrunken in der „magischen Bar der Glücksbringer“. Die Drei von Dingen trunkenen Marionetten, die bei ihm sind, hören von seinem Leid über den Verlust Marías. Der Geist will María zurückholen und überzeugt schließlich die Marionetten so weit, dass sie hinausgehen, um María ein Wunder zu überbringen. Der Geist prophezeit, dass es ein Sonntag sein wird, an dem María wiederaufersteht.
Die Drei von Dingen trunkenen Marionetten strömen mit ihrer Gefolgschaft aus, um María zu suchen und ihr das Wunder der Fruchtbarkeit zu überbringen. In der ganzen Stadt suchen Marionetten, Tonengelchen, Straßenmusikanten und andere Gestalten hektisch einen Keim für das Kind Marías.
Der Schatten Marías wurde schließlich von den Marionetten gefunden. Er bekommt von ihnen ein Veilchen in den Mund und einen großen Flicken aus Blüten von Fenchel und Sisal in die Hüfte gestopft. Ein Tonengelchen bindet ihm mit einem Jasmin „ein Sönnchen von Milch über das Mieder“. Er spürt deutlich die in ihm aufsteigende Kraft zu gebären und postuliert trotzig, wenn niemand mehr aus ihm geboren werden will, werde er in seinen Armen einen Stiefel stillen.
Der Geist und eine Stimme Jenes Sonntags beschreiben zunächst den normalen Sonntag, der langsam aus den Fugen gerät. Den Nudelwalzerinnen beben die Hände im Teig, die Oliven in den Aperitifs verwandeln sich in goldene Sternchen, und der Geist macht auf den Schatten Marías aufmerksam, der im Gerüst eines dreißigsten Stockwerkes steht und zu gebären beginnt. Der Schatten Marías singt aus der Ferne ein Weihnachtslied. Doch er gebiert kein Jesuskind, die Frauen entdecken erschreckt, dass es sich um ein Mädchen handelt. Die Engelchen ziehen darauf weinend los, um sich zu betrinken. Alle fragen sich, ob dieses Mädchen jetzt die wiedergeborene María ist oder nicht. Das Ende der Operita lässt diese Frage offen und schließt mit der gebetsartigen Formel von der Stimme Jenes Sonntags und dem Geist: „Maria unser von Buenos Aires...vergessen bist du unter allen Frauen.“

## Entstehung
1948 lernte Horacio Ferrer, ein Verehrer Piazzollas, sein Idol persönlich kennen. Ferrers erster Gedichtband erschien 1967, und Piazzolla war von Ferrers Lyrik angetan: „Du verwirklichst in der Poesie dasselbe wie ich in der Musik. Von jetzt an werden wir gemeinsam komponieren. Überlege dir einen Stoff für musikalisch-lyrisches Theater.“
Ferrer lieferte darauf die Vorlage für María und schlug vor, entsprechend der Entwicklung der Hauptfigur verschiedene Stile zu benutzen. Piazzolla war begeistert und zog sich 1968 nach Uruguay zurück, wo er mit der Arbeit begann. 1968 vollendete er sie in Buenos Aires.

## Musik
Die Musik von María de Buenos Aires basiert, ihrem Hintergrund entsprechend, auf den verschiedensten Stilen des Tango sowie seiner Vorläufer Milonga und Canyengue bis hin zum Tango Nuevo von Astor Piazzolla. Dementsprechend ist das Werk eine reine Nummernoper, in dem sich Gesangsnummern, immer wieder unterbrochen von Sprecheinlagen des Duende oder des Chores, mit instrumentalen Zwischenspielen abwechseln.
Dabei bezieht sich Piazzolla immer wieder auf die Mittel der klassischen Formsprache, baut eine Toccata, eine Fuge, oratorienhafte Teile in die Operita ein und vermischt sie mit Jazz bzw. Barmusik-Elementen, Kabarett (Aria de los Analistas), Ballett und den genannten Tango-Wurzeln.
Die Besetzung ist eher kammermusikalischer Natur und stützt sich stilgemäß auf die eines Tango-Ensembles (sog. orquesta típica), in dem üblicherweise ein Bandoneón, ein Klavier, ein Kontrabass und mindestens eine Geige bzw. Streicher vertreten sind. Schlagzeug und Akkordeon sind in Tangoensembles eher untypisch.
Die Fuga y misterio ist zu einer der berühmtesten instrumentalen Auskopplungen aus diesem Stück geworden. Als bekannteste Gesangsnummer darf Yo soy María gelten, in der María sich temperamentvoll selbst vorstellt.
„María“ und „La Sombra de María“ werden von derselben Sängerin gesungen. Die Tenorrollen wurden in der Uraufführung und in der Aufnahme von Teldec mit Horacio Ferrer selbst von demselben Sänger gestaltet. Ein gemischter Sprechchor übernimmt die folgenden Gruppen:
- Voces de los Hombres que volvieron del Misterio (Stimmen der Männer, die aus dem Mysterium zurückgekehrt sind)
- Voces de los Ladrones Antiguos (Stimmen der Alten Diebe)
- Voces de las viejas Madamas (Stimmen der alten Hurenmütter)
- Voces de los Analistas (Stimmen der Psychoanalytiker)
- Voces de las Tres Marionetas Borrachas de Cosas (Stimmen der Drei von Dingen trunkenen Marionetten)
- Voces de las Amasadoras de Tallarines (Stimmen der Nudelwalzerinnen)
- Voces de los Tres Albaniles Magos (Stimmen der Drei Magischen Maurer)

## Rezeptionsgeschichte
María de Buenos Aires wurde nach der Uraufführung noch weitere hundertzwanzig Mal gegeben. Heute steht sie unter der Schirmherrschaft des argentinischen Kulturministeriums.
Die italienische Sängerin Milva hat sich 1999 erstmals an die Rolle der María gewagt. Durch die Initiative des Violinisten Gidon Kremer fand bei Teldec eine Aufnahme mit Horacio Ferrer in der Rolle des Duende statt, die er seit der ersten Vorstellungsserie nicht mehr übernommen hatte.
Mit der Inszenierung von Katja Czellnik brachte die Oper Kiel am 3. Oktober 1999 unter seiner damaligen Intendantin Kirsten Harms eine szenische Umsetzung auf die Bühne, die als Initialzündung für nachfolgende Produktionen in Deutschland gelten darf. Neben dem Puerto Ricaner Daniel Bonilla-Torres als Duende, der später auch mit Milva in deren Tourneeversion in dieser Rolle zu sehen war, sang der Bassbariton Matthias Klein den Cantor und die Mezzosopranistin Jennifer Arnold die María. Die Ausstattung schuf Bernd Damovsky. Diese Inszenierung war 2006 auch an der Komischen Oper Berlin zu sehen.
2002 brachte Die Berliner Kammeroper das Stück im Berliner Hebbeltheater zur Premiere. Im Jahre 2003 fand die Premiere des Stückes in einer Inszenierung von Ben Van Cauwenbergh am Hessischen Staatstheater Wiesbaden statt, die Rolle des Duende übernahm der bekannte argentinische Schauspieler und Solo-Tänzer Gabriel Sala, die Rolle der Maria wurde gesungen von Brigitte Heitzer, die männlichen Gesangspartien übernahm Axel Mendrok.
Im Mai 2007 feierte Maria de Buenos Aires Premiere im Opernhaus Dortmund. Im Oktober 2010 führte das Theater Ulm das Stück auf.
Im August 2019 hatte die Operita Premiere im Theater Lübeck. Im Januar 2024 feierte das Stück Premiere im Theater an der Wien.

## Aufnahmen/Tonträger
- TROVA August 1968: Amelita Baltar, Hector de Rosas, Horacio Ferrer, Astor Piazzolla u. a. TLS-5020/2
- Dynamic 1997: Vittorio Antonelli, I Solisti Aquilani u. a. CDS 185/1-2
- Teldec/East West 1998: Gidon Kremer, Horacio Ferrer u. a. 3984-20632-2
- Capriccio 2019: Luciana Mancini, Daniel Bonilla-Torres u. a. C5305